# Shada'a (huyện)
Huyện Shada'a là một huyện thuộc tỉnh Sa`dah, Yemen. Đến thời điểm năm 2003, huyện này có dân số 11202 người